# Helina biseta
Helina biseta este o specie de muște din genul Helina, familia Muscidae. A fost descrisă pentru prima dată de Stein în anul 1904.
Este endemică în Peru. Conform Catalogue of Life specia Helina biseta nu are subspecii cunoscute.